# Нозим, Зафар
Зафар Нозим (2 июня 1940, Хаит, Хаитский район, Гармская область, Таджикская ССР — 3 августа 2010, Душанбе, Таджикистан) — известный таджикский певец, народный артист Таджикской ССР (1974), лауреат Государственной премии Республики Таджикистан имени Абуабдулло Рудаки в области литературы, искусства и архитектуры (2002 г.), кавалер ордена Звезды Президента Таджикистана III степени (2009 г.).

## Биография
Родился 2 июня 1940 года в селе Хаит Таджикской ССР, в семье простого жителя и вырос в тени матери-одиночки. В конце 50-х — начале 60-х годов XX века вышел на художественную сцену и за короткое время завоевал репутацию, не имевшую у художников-ветеранов.
В прошлом он был руководителем Государственной филармонии и фольклорного коллектива «Ганджина». Фольклорный ансамбль «Ганджина» был основан в 1986 году по решению Министерства культуры Таджикской ССР, первым руководителем которого был народный артист Таджикской ССР Зафар Нозим. Зафар Нозим считается одним из столпов великого дворца национального искусства таджикского народа.

## Деятельность
Его программа очень широка и включает народные песни, любовную лирику, нравоучения, а также песни других народов мира (афганских, иранских, индийских, русских, украинских, узбекских и др.). Автор более 100 песен (к классикам древней и современной литературы): «О Сорбон», «Позволь мне плакать», «Зулайхо», «Мама», «Сохибдилон», «Эй, дустон», «Васфи Точикистон» и др.
С концертными программами совершал творческие поездки в страны ближнего и дальнего зарубежья (Иран, Афганистан, Монголию, Турцию, Югославию, Германию, Австрию, Индию и др.). Он наставник нескольких певцов.

## Болезнь и смерть
Зафар Нозим скончался 3 августа 2010 года в Душанбе в возрасте 70 лет в связи с продолжительной болезнью. Он был одним из последних мастеров таджикской школы, воспитавших сотни певцов и оставивших яркую страницу в истории таджикского искусства. Похоронен на кладбище «Лучоб» в Душанбе.

## Награды и отличия
Зафар Нозим был удостоен почетных званий Заслуженный деятель искусств Таджикской ССР и Народный артист Таджикской ССР, а в годы независимости Таджикистана и при смене власти за усилия в деле развития искусства и культуры орденами «Шараф» и «Дусти»,  Звезды Президента Таджикистана III степени (2009) удостоены Государственной премии Абу Абдуллы Рудаки.

## Видео
- ARYA MUSICAL CHANNEL. Дар меҳмонии Зафар Нозим (10 сентября 2016). Дата обращения: 2 июня 2017.
- habibsl. Зафар Нозимов - Сурудҳо (25 мая 2014). Дата обращения: 2 июня 2017.
- habibsl. Зафар Нозимов (29 марта 2016). Дата обращения: 2 июня 2017.
- Subhon Said. Зафар Нозим , Субҳони Саид ва Мубородбек Насриддинов соли 1989 (30 сентября 2016). Дата обращения: 2 июня 2017.